# Žužemberk

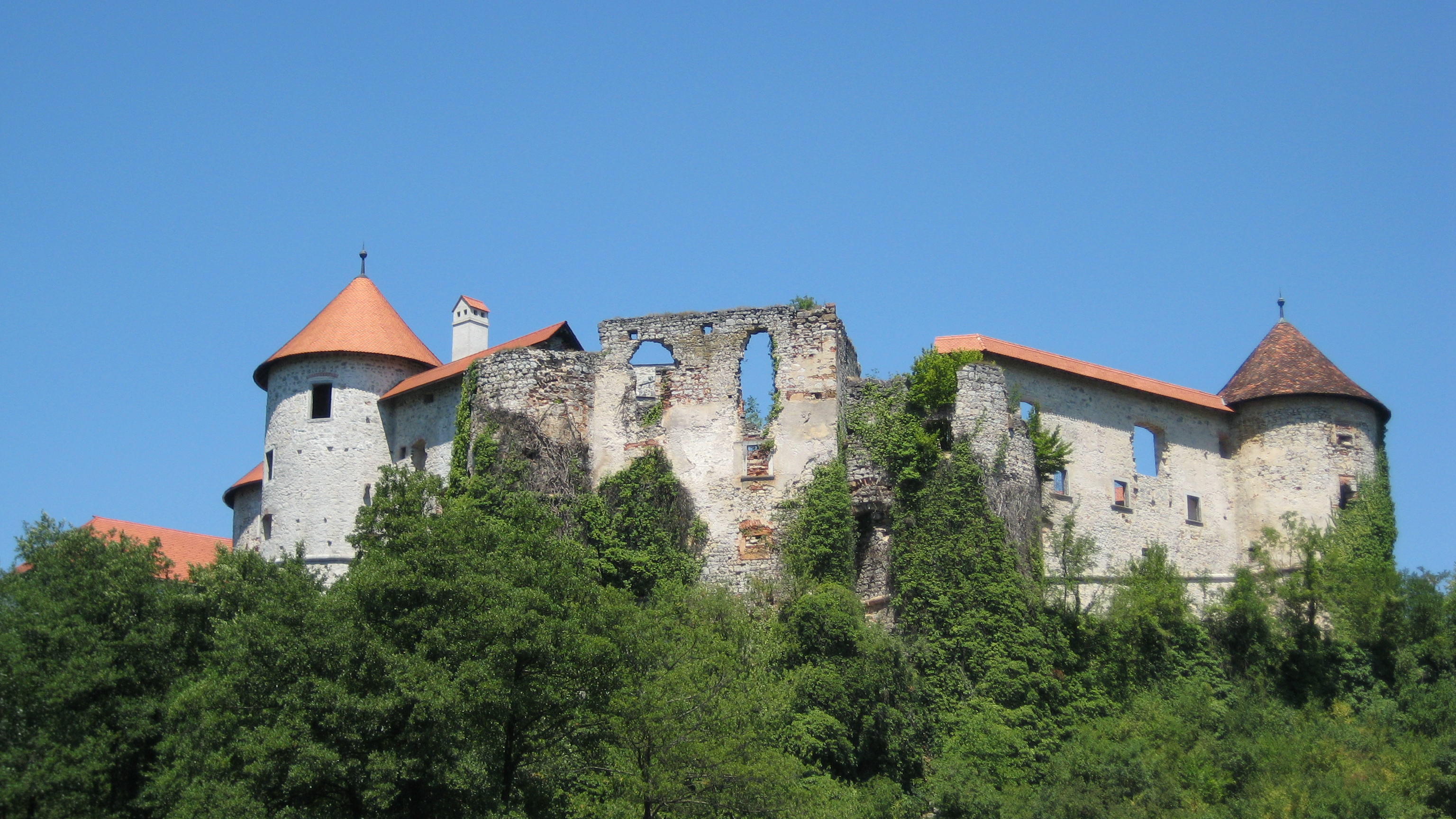
Château de Žužemberk.

 Žužemberk  (Seisenberg en allemand) est une commune située dans la région de Basse-Carniole en Slovénie.

## Géographie
La commune est située sur le bassin de la rivière Krka dans les Alpes dinariques au sud-est de la capitale slovène Ljubljana. Anciennement, l’économie de la région vivait en partie grâce à des fonderies d’acier et ce jusque 1891.

## Démographie
Entre 1999 et 2021, la population de la commune est restée stable avec une population inférieure à 5 000 habitants,.
Évolution démographique
| 1999  | 2000  | 2001  | 2002  | 2003  | 2004  | 2005  | 2006  | 2007  |
| ----- | ----- | ----- | ----- | ----- | ----- | ----- | ----- | ----- |
| 4 660 | 4 683 | 4 673 | 4 619 | 4 586 | 4 572 | 4 554 | 4 572 | 4 599 |
| 2008  | 2009  | 2010  | 2011  | 2012  | 2013  | 2014  | 2015  | 2016  |
| 4 632 | 4 527 | 4 519 | 4 536 | 4 566 | 4 568 | 4 560 | 4 548 | 4 592 |
| 2017  | 2018  | 2019  | 2020  | 2021  |       |       |       |       |
| 4 606 | 4 621 | 4 628 | 4 702 | 4 741 |       |       |       |       |